# Chūb Derāz
Chūb Derāz (persiska: چوب دراز) är en ort i Iran.   Den ligger i provinsen Kermanshah, i den västra delen av landet, 400 km väster om huvudstaden Teheran. Chūb Derāz ligger 1 362 meter över havet och antalet invånare är 376.
Terrängen runt Chūb Derāz är platt åt nordost, men åt sydväst är den kuperad. Runt Chūb Derāz är det ganska tätbefolkat, med 185 invånare per kvadratkilometer. Närmaste större samhälle är Kermānshāh, 12,0 km nordväst om Chūb Derāz. Trakten runt Chūb Derāz består till största delen av jordbruksmark.